# عرب (لاچین)
عرب (به لاتین: Ərəb) یک منطقهٔ مسکونی در جمهوری آذربایجان است که در شهرستان لاچین واقع شده‌است.